# Erika Cremer

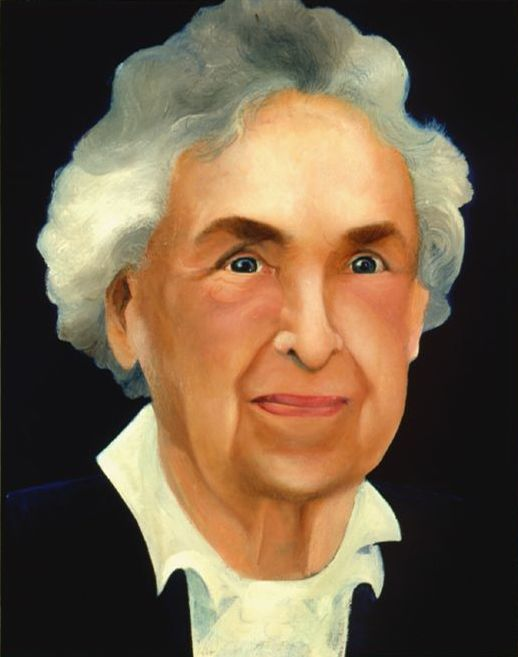
Erika Cremer (von Letizia M. Cremer)

Erika Cremer (* 20. Mai 1900 in München; † 21. September 1996 in Innsbruck) war eine deutsche Physikochemikerin.

## Leben
Die Tochter des Physiologieprofessors Max Cremer, Schwester des Mathematikers Hubert Cremer und des Akustikers Lothar Cremer, studierte Chemie, Physik und Mathematik in Berlin. Vorerst durfte sie als Mädchen nur eine Studienanstalt für junge Frauen, die sich auf naturwissenschaftlich-technischem Gebiet weiterbilden, statt des Gymnasiums besuchen.

## Wissenschaftliche Laufbahn
Sie promovierte 1927 bei Max Bodenstein in Berlin mit einer Dissertation über die Chlorknallgas-Reaktion (Über die Reaktion zwischen Chlor, Wasserstoff und Sauerstoff im Licht). Unbezahlte Tätigkeiten bei Karl Friedrich Bonhoeffer in Berlin, am Institut für Physikalische Chemie der Universität Freiburg, am Kaiser-Wilhelm-Institut für Physikalische Chemie und Elektrochemie in Berlin bei Michael Polanyi sowie an der Universität München unter Kasimir Fajans folgten.
Historisch interessant ist ihre Zeit 1936/1937 in Berlin in der Arbeitsgruppe Otto Hahns während der Entdeckung der Kernspaltung. Ihre Erinnerungen als Zeitzeugin auch während des Krieges hat Erika Cremer in einem Aufsatz Zur Geschichte der Entfesselung der Kernenergie in der Österreichischen Chemiker-Zeitung 1989 zusammengefasst. Mit einem Forschungsstipendium war sie am Physikalisch-Chemischen Institut in Berlin tätig. 1938 wurde sie habilitiert.
Ihre Berufung 1940 als Frau an das Institut für Physikalische Chemie der Universität Innsbruck war für diese Zeit außergewöhnlich. 1944 entwickelte sie die Grundlagen der Adsorptionsgaschromatographie. Die vorgesehene Veröffentlichung ging in den Wirren des Kriegsendes auf dem Weg zum Verlag verloren. Zusammen mit ihrem Dissertanten Fritz Prior entwickelte sie nach dem Krieg die Methode weiter.
Fast ihr ganzes Berufsleben lang hatte sie im Wissenschaftsbetrieb darunter zu leiden, dass sie eine Frau war. Trotz hervorragender Leistungen (über 200 Veröffentlichungen) dauerte es im Vergleich zur Karriere von männlichen Kollegen sehr lange, bis sie von der Universitätsdozentin 1951 zur außerordentlichen Professorin ernannt wurde. Seitdem fungierte sie Vorständin des Instituts für Physikalische Chemie. 1951 erlangte sie auch die österreichische Staatsbürgerschaft. Acht Jahre später 1959 wurde sie schließlich zur ordentlichen Professorin und Lehrstuhlinhaberin für Physikalische Chemie berufen. Damit war sie die erste Frau an der Universität Innsbruck mit einem Ordinariat. 1970 erfolgte die Emeritierung.
Ein großes Anliegen war ihr die internationale Vernetzung mit Forscherinnen und Forschern. 1951 nahm sie an einer Fachtagung in New York teil, 1952 folgte ein einjähriger Aufenthalt als Gastwissenschaftlerin am Massachusetts Institute of Technology (MIT).

## Auszeichnungen (Auswahl)
(Quelle:)
- 1958: Wilhelm-Exner-Medaille des Österreichischen Gewerbevereins
- 1964: korrespondierendes Mitglied der Österreichischen Akademie der Wissenschaften
- 1965: Ehrendoktorwürde der TU Berlin
- 1965: Johann Josef Ritter von Prechtl Medaille der TU Wien
- 1970: Erwin-Schrödinger-Preis der ÖAW
- 1977: US-amerikanische Tswett-Medaille
- 1978: Tswett-Medaille der UdSSR
- 1979: Bunsen-Gedenkmünze der Bunsen-Gesellschaft
- 1980: Tiroler Ehrenkreuz
- 1980: Ehrenmitglied der österreichischen Mikrochemischen Gesellschaft
- 1989: Tiroler Landespreis für Wissenschaft[9]

## Ehrungen
1999 wurde in der Messestadt Riem in München die Erika-Cremer-Straße nach ihr benannt.
2009 startete die Universität Innsbruck das Erika-Cremer-Habilitationsprogramm. Im Andenken an die große Forscherin will die Universität wissenschaftliche Frauenkarrieren und die Habilitation von Frauen in allen universitären Fachrichtungen fördern, indem befristete Anstellungen im Ausmaß von bis zu 48 Monaten angeboten werden.

## Rezeption (Auswahl)
2021 wurde das Theaterstück „Erika und die zweite Welle“ vom promovierten Chemiker Wolfgang Viertl-Strasser (Regie, Technik) sowie den Kulturwissenschaftlerinnen Martina Strasser (Tanz) und Eva Maria Kirschner (Schauspiel, Tanz), alle aus Tirol und Absolventen der Universität Innsbruck, an verschiedenen Theaterorten in Tirol uraufgeführt. Das Stück wurde selbst verfasst und vom Theater Szenario Hall i. T. in Kooperation mit dem BogenTheater Innsbruck ausgearbeitet und ausgeführt. Chemische Live-Experimente sowie Ausschnitte aus Cremers Aufzeichnungen waren Teil der Vorführungen.